# لز (آلمان)
لز (به آلمانی: Leese) یک شهر در آلمان است که در Nienburg واقع شده‌است. لز ۱٬۷۴۴ نفر جمعیت دارد.